# Boljunsko Polje
Boljunsko Polje is een plaats in de gemeente Lupoglav in de Kroatische provincie Istrië. De plaats telt 150 inwoners (2001).